# Schedulae Criticae
Schedulae Criticae (abreviado Sched. Crit.) es un libro con ilustraciones y descripciones botánicas que fue escrito por el botánico alemán Karl Friedrich Wilhelm Wallroth y publicado en el año 1822 con el nombre de Schedulae Criticae de Plantis Florae Halensis Selectis. Corollarium novum ad C. Sprengelii Floram halensem. Accedunt generum quorundam specierumque omnium definitiones novae, excursus in stirpes difficiliores. Tom. I. Phanerogamia.